# Якоби, Георг Альбано фон
Георг Альбано фон Якоби (нем. Georg Albano von Jacobi; 4 сентября 1805, Пемпельфорт — 2 ноября 1874, Берлин) — немецкий прусский пехотный генерал, военный писатель и ботаник. Был одним из величайших специалистов по агаве XIX века. Его официальное ботаническое имя — «Jacobi».

## Биография

### Происхождение
Он был сыном Георга Арнольда Якоби (1768—1845) и его жены Марии Луизы, урождённой Бринкманн (1776—1845). Его отец был гехаймратом (тайным советником) и генеральным директором сельского и водного хозяйства. Его дед — философ и писатель Фридрих Генрих Якоби (1743—1819).

### Военная карьера
Якоби учился в гимназиях в Хамме, Зосте и Дюссельдорфе. 21 августа 1822 года он поступил на службу в 8-ю артиллерийскую бригаду прусской армии в качестве артиллериста. В 1827 году стал младшим лейтенантом Гвардейской артиллерийской бригады. Его надеждам окончить Генеральную военную школу не суждено было сбыться. Поэтому он решил писать об артиллерии. Его труд «О состоянии европейской полевой артиллерии» (Майнц, 1835—1843) был переведен на многие языки.
Во время Баденской революции 1848—1849 годов Якоби был адъютантом генерал-лейтенанта Вильгельма фон Шарнхорста, командовавшего артиллерией действующей армии на Рейне. Он участвовал в сражениях при Убштадте, Дурлахе, Куппенхайме, Бишвайлере и взятии Раштатта. За свои заслуги он был награждён орденом Красного Орла IV степени с мечами и Рыцарским крестом ордена Церингенского льва. В начале мая 1850 года он был произведён в майоры. После периода командования 7-м артиллерийским полком, Якоби был назначен инспектором обоза в звании полковника 1 октября 1860 года с должностью à la suite в гвардейском обозе батальона. По случаю коронационных торжеств короля Вильгельма I 18 октября 1861 года он был произведён в генерал-майоры и возведён в потомственное прусское дворянство. 9 января 1864 года он был назначен инспектором 3-й артиллерийской инспекции, а 18 июня 1865 года получил звание генерал-лейтенанта. Во время мобилизации для участия в Австро-прусско-итальянской войне 21 мая 1866 года Якоби был назначен командующим артиллерией 2-й армии под командованием кронпринца Фридриха. В этом качестве он участвовал в сражениях при Находе и Кёниггреце.
После войны Якоби был награждён Звездой и Мечами ордена Красного Орла II степени с Дубовыми Листьями и Мечами на кольце и вновь назначен инспектором 3-й Артиллерийской инспекции. 25 марта 1869 года он принял на себя командование 1-й Артиллерийской инспекцией в Позене. В связи с операцией на жёлчном пузыре 17 июля 1870 года он был уволен в запас с назначением на пенсию и должен был вернуться в строй после выздоровления. После войны с Францией, в которой он не смог участвовать из-за плохого здоровья, 21 октября 1871 года он был произведён в генералы от инфантерии. Якоби умер в Берлине в 1874 году.
Помимо своей военной деятельности, он считался одним из величайших специалистов по агаве XIX века.

### Семья
- Жена — Каролин фон Болен (1820—1899), на которой Якоби женился 6 октября 1852 года[1][2].
- Сын — Альбано фон Якоби (1854—1919), генерал прусской армии.